# George Wein Is Alive and Well in Mexico
George Wein Is Alive and Well in Mexico ist ein Album des US-amerikanischen Jazzmusikers George Wein. Die am 12. April 1967 im Puebla, am 13. April im Palacio De Bellas Artes in Mexiko-Stadt und am 14. April 1967 im Auditorio Nacional in Mexiko-Stadt entstandenen Aufnahmen erschienen 1968 auf Columbia Records. 2008 wurde das Album in erweiterter Form bei Mosaic Records wiederveröffentlicht.

## Hintergrund
Der 2021 verstorbene Pianist und Impresario George Wein leitete seit den späten 1950er Jahren All-Stars-Formationen wie Newport Jazz Festival All Stars (u. a. mit Buck Clayton, Vic Dickenson, Pee Wee Russell und Bud Freeman), und The Storyville Sextet (Jazz at the Modern (1960), mit Harold Shorty Baker, Tyree Glenn, Pee Wee Russell, Bill Crow und Mickey Sheen). In den frühen 1960er Jahren trat er mit den Newport Jazz Festival All Stars nicht nur auf dem gleichnamigen Festival auf, sondern tourte international, u. a. mit Gastspielen im Pariser Olympia und in Basel. Außerdem nahm er mit den Newport All-Stars ein selbstbetiteltes Album für das junge Label Impulse! Records auf. George Wein Is Alive and Well in Mexico war der Mitschnitt von zwei Konzerten, die die George Wein All Stars (mit Ruby Braff (Kornett), Pee Wee Russell (Klarinette), Bud Freeman (Tenorsaxophon), George Wein (Piano), Jack Lesberg (Kontrabass) und Don Lamond am Schlagzeug) im April 1967 in Mexiko gaben. 1970 folgte mit den Newport All-Stars bei MPS das Album Tribute to Duke.

## Titelliste

### Original-LP (Columbia, 1968)
- George Wein And His All-Stars: George Wein Is Alive and Well in Mexico (Columbia CS 9631)[2]
  1. I Never Knew, 7:25
  2. All of Me, 8:43
  3. Have You Met Miss Jones?, 3:28
  4. Take the “A” Train, 7:39
  5. If I Had You, 9:00
  6. I Can't Give You Anything but Love, 4:20
  7. Blue and Sentimental, 6:45
  8. The World Is Waiting for the Sunrise, 6:45

### Wiederveröffentlichung (Mosaic 2008)
- George Wein and His All-Stars: George Wein Is Alive and Well in Mexico (Mosaic Records MCD-1018)
  1. I Never Knew (Gus Kahn, Ted FioRito) 7:18
  2. All of Me (Gerald Marks, Seymou Simons) 8:47
  3. Have You Met Miss Jones? (Richard Rodgers, Lorenz Hart) 2:32
  4. I Can’t Give You Anything But Love (Dorothy Fields, Jimmy McHugh) 4:16
  5. Take the “A” Train (Billy Strayhorn) 7:23
  6. Honeysuckle Rose (Andy Razaf, Fats Waller) 4:54
  7. The World Is Waiting for the Sunrise (Ernest Seitz, Eugene Lockhart) 6:35
  8. If I Had You (Campbell, Connelly, Shapiro) 8:53
  9. ’S Wonderful (George Gershwin, Ira Gershwin) 7:48
  10. Blue and Sentimental (Count Basie, Jerry Livingston, Mack David) 6:51
  11. Blues for Puebla (George Wein) 4:19
  12. Rosetta (Earl Hines, Henri Woode) 7:36

## Rezeption

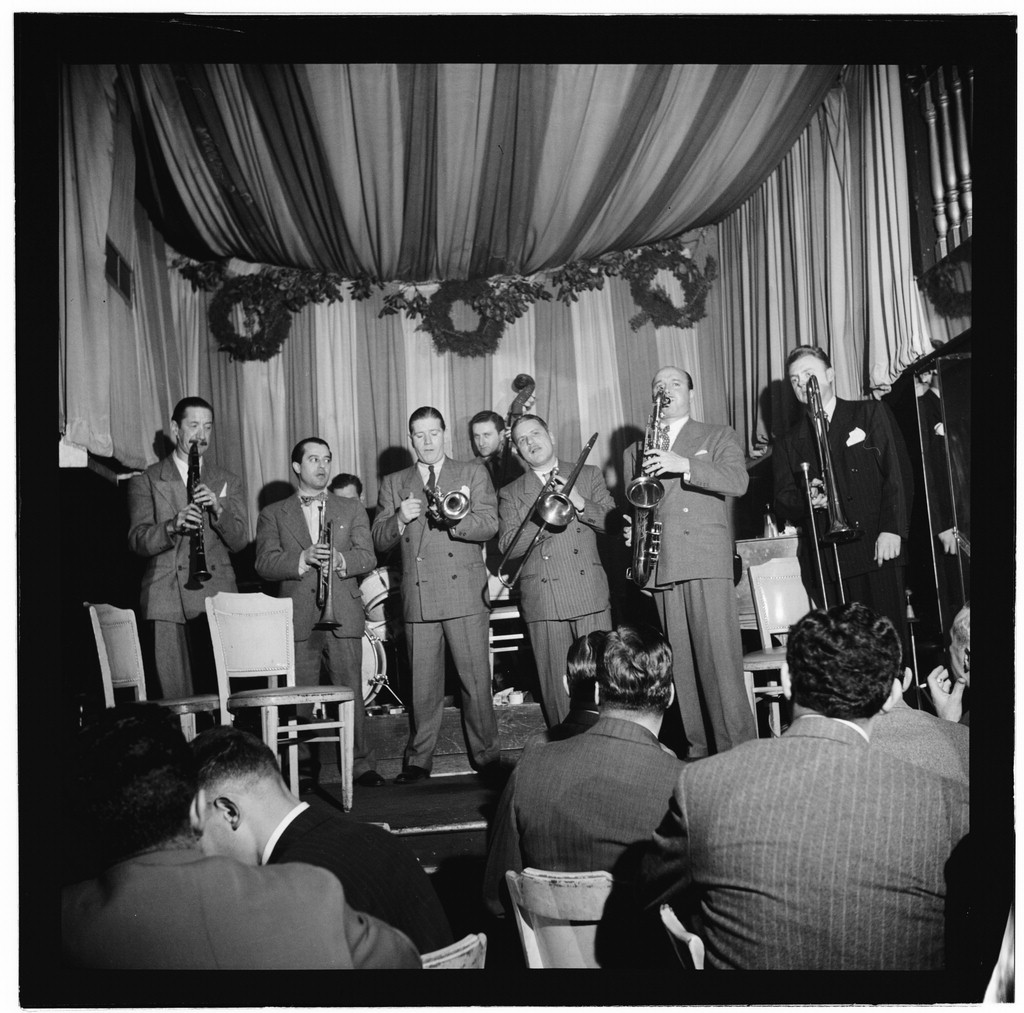
Pee Wee Russell mit Max Kaminsky, Wild Bill Davison, Jack Lesberg, George Brunis, Bud Freeman und Freddie Ohms, vor dem Club Eddie Condon’s in New York zwischen 1946 und 1948 (Foto: William P. Gottlieb).

Scott Yanow verlieh dem Album in AllMusic viereinhalb Sterne und schrieb, in George Weins Newport All-Stars hätten in den 1960er Jahren ein paar großartige Eddie Condon-Alumni, wie der Klarinettist Pee Wee Russell und Tenorsaxophonist Bud Freeman, zusammen mit einer swingenden Rhythmusgruppe und dem ausdrucksstarken Kornettisten Ruby Braff gespielt. Die Musik auf dieser LP, aufgenommen bei Konzerten in Mexiko, gehöre zu Russells letzten guten Aufnahmen vor seinem schnellen Niedergang. Die acht Swing-Standards würden alle erfinderisch und temperamentvoll behandelt und jeder der Musiker bekomme hier seine Chance zu glänzen.
Nach Ansicht von Michael Steinman, der das Album in All About Jazz rezensierte, habe Wein neben seiner Tätigkeit als Impresario auch als Jazzpianist und Bandleader der Newport All-Stars einen ausgezeichneten Musikgeschmack; für seine Gruppen habe er stets hervorragende Mainstream-Musiker bereitgestellt. Sein langes Engagement für Ruby Braff und Pee Wee Russell sei dabei besonders lobenswert.
Auch wenn das vertraute Repertoire oft in hektischen Tempi gespielt werde, die vom Pianisten und Bandleader vorgegeben werden, würden Bud Freeman in Have You Met Miss Jones, Braff und Russell in Blue and Sentimental und Russell in dem langsamen Blues for Puebla großartig spielen. Ihre lyrischen Soli würden wie eine Zurechtweisung für diejenigen wirken, die sie als traditionelle Jazzmusiker stereotypisiert haben. Einschränkend merkt Steinman an, dass Weins Spiel unerbittlich vorhersehbar sei; sein schwerer Anschlag und sein schleppender Rhythmus zögen seine Bandkollegen weg von dem gemächlichen Swing, den er an Teddy Wilson und Fats Waller so bewundere. Don Lamonds Spiel, der weitaus bessere Jazz-Referenzen habe, klinge hier angespannt.